# Ошляк
Ошляк (хорв. Ošljak) — населений пункт у Хорватії, у Задарській жупанії у складі громади Преко.

## Населення
Населення за даними перепису 2011 року становило 29 осіб.
Динаміка чисельності населення поселення:

## Клімат
Середня річна температура становить 15,17 °C, середня максимальна – 26,65 °C, а середня мінімальна – 4,16 °C. Середня річна кількість опадів – 847 мм.
| Клімат поселення                              | Клімат поселення | Клімат поселення | Клімат поселення | Клімат поселення | Клімат поселення | Клімат поселення | Клімат поселення | Клімат поселення | Клімат поселення | Клімат поселення | Клімат поселення | Клімат поселення | Клімат поселення |
| Показник                                      | Січ.             | Лют.             | Бер.             | Квіт.            | Трав.            | Черв.            | Лип.             | Серп.            | Вер.             | Жовт.            | Лист.            | Груд.            |                  |
| Середній максимум, °C                         | 11,55            | 11,26            | 12,87            | 16,13            | 20,90            | 25,05            | 26,65            | 26,42            | 22,05            | 18,92            | 14,52            | 11,81            |                  |
| Середня температура, °C                       | 8,00             | 7,72             | 9,32             | 12,57            | 17,34            | 21,50            | 24,18            | 23,96            | 19,59            | 16,47            | 12,06            | 9,34             |                  |
| Середній мінімум, °C                          | 4,45             | 4,16             | 5,78             | 9,04             | 13,79            | 17,96            | 21,74            | 21,51            | 17,14            | 14,00            | 9,59             | 6,88             |                  |
| Норма опадів, мм                              | 72               | 61               | 63               | 68               | 63               | 52               | 29               | 49               | 95               | 103              | 101              | 91               |                  |
| Середньомісячна швидкість вітру, м/с          | 2.99             | 3.10             | 3.26             | 3.10             | 2.69             | 2.51             | 2.51             | 2.40             | 2.63             | 2.79             | 3.40             | 3.27             |                  |
| Середньомісячна сонячна радіація, кДж/м²·день | 5035             | 7801             | 11538            | 16391            | 20692            | 22960            | 24562            | 21248            | 15688            | 10026            | 5467             | 4308             |                  |
| --------------------------------------------- | ---------------- | ---------------- | ---------------- | ---------------- | ---------------- | ---------------- | ---------------- | ---------------- | ---------------- | ---------------- | ---------------- | ---------------- | ---------------- |
| Джерело:                                      |                  |                  |                  |                  |                  |                  |                  |                  |                  |                  |                  |                  |                  |